# BUTTERFLY/いま逢いたくて…
「BUTTERFLY/いま逢いたくて…」（バタフライ/いまあいたくて）は、日本のシンガーソングライター・DAIGOの2作目（通算8作目）のシングル。

## 概要
- 前作「いつも抱きしめて/無限∞REBIRTH」から約5か月ぶりにして、アルバム『DAIGOLD』からの先行シングル。
- 前作同様、両A面シングルとして発売され、後述の初回限定盤Aと初回限定盤Bで表題1曲目が入れ替わる形式となっている。
- 表題1曲目はテレビ朝日系列『BREAK OUT』のオープニングトラックに、表題2曲目はテレビアニメ『名探偵コナン』のエンディングテーマに起用された。テレビアニメのタイアップは前作に引き続き2作連続となった。
- 今作のアートワークではDAIGOが自身の体型を採寸してもらいデザインや質感について何度か打ち合わせを重ね完成させた、幅3メートル・高さ2メートルからなる蝶に扮している[1]。
- ジャケットの異なる初回限定盤Aと初回限定盤B、通常盤の3形態で発売された。特典として初回限定盤Aには表題1曲目のミュージッククリップとオフショット映像、振付講座を収録したDVDが[2][3]、初回限定盤Bには表題2曲目のミュージッククリップとオフショット映像を収録したDVDが同梱された。また、通常盤にはボーナストラックが追加収録され、初回生産分のみ全4種類からなるビジュアルカードがランダムで1枚同梱された[4][5]。さらに、3種連動特典として全形態に応募シリアルナンバーが封入されており[注 1]、応募者から抽選5555名に前述のチョウに扮したDAIGOとツーショット写メが撮れる会への招待券、応募者全員に3種類のプリントシール付きDAIGO直筆年賀状がプレゼントされる企画が催された[6]。
- オリコン週間チャート初登場7位を獲得。2作連続でのトップ10入りを果たした。

## 収録曲
| 全作詞・作曲: DAIGO。 |                                             |       |            |                  |
| #                     | タイトル                                    | 作詞  | 作曲・編曲 | 編曲             |
| 1.                    | 「BUTTERFLY」                               | DAIGO | DAIGO      | Masahiko Iida    |
| 2.                    | 「いま逢いたくて…」                         | DAIGO | DAIGO      | Masanori Takumi  |
| BONUS TRACK.          | 「ROCK THE PLANET 〜2013 HYPER CLUB MIX〜」 | DAIGO | DAIGO      | Kazushi Miyakoda |

### 解説
1. BUTTERFLY
1stシングルの表題曲の候補に挙がっていた楽曲で、前作でソロとしてやりたいことが明確になった上で、2ndシングルではさらに冒険したいと思い、冒険するには歩くより羽根があったらもっと色々な冒険ができるし目立つという着想から蝶の羽根を付けるというコンセプトに辿り着いたという[7]。
歌詞はデモができて仮の歌詞を書いた際に楽曲の雰囲気から自然と「バタフライ」という言葉が湧いてきたといい、妖艶な感じを始め、蝶の様々なイメージから広げて書かれた[7]。なお、サウンド面では初のエレクトロ・ポップ調となっているが、当時の流行りに合致する世界観の楽曲も作ってみたいと思ったことに端を発し、バンドではないソロとしての自由度を活かしたかったという。結果としてこの楽曲は全編打ち込みで制作され、ギターは一切使用されていない[8]。
ミュージッククリップではダンサーを従えて初の本格的なダンスに挑戦している[2][3]。
2. いま逢いたくて…
前作「いつも抱きしめて」に続くラブソング第2弾で、原曲は3,4年前から存在していた。失恋をテーマに書かれており、歌詞の世界観や和のテイストを持つメロディから発売するなら冬に出したかったという。そんな最中、表題1曲目が打ち込みサウンドのため、この楽曲のアレンジも打ち込みにしようとスタッフからの案もあり現在の形となった[注 2][8]。
ミュージッククリップでは人工降雪機で屋内に雪を降らせ、恋人と過ごした過去と恋人が居なくなった現在の時間の対比を表現している[9]。
3. ROCK THE PLANET 〜2013 HYPER CLUB MIX〜
通常盤のみに収録されているボーナストラックで、DAIGO☆STARDUST名義3rdシングルの表題曲のリミックスバージョン[4]。今作の表題曲が2曲とも打ち込みサウンドのため、この楽曲が合うと判断されたという[10]。

## 参加ミュージシャン
- DAIGO：Vocal

Support Musician
- 飯田匡彦：Programming (#1)
- 宅見将典：Guitar & Programming (#2)

## タイアップ
- テレビ朝日制作・テレビ朝日系列音楽番組『BREAK OUT』2013年12月度オープニングトラック (#1)
- 読売テレビ制作・日本テレビ系列土6枠アニメ『名探偵コナン』第19シーズン1期エンディングテーマ (#2)

## 収録アルバム
- DAIGOLD (#1,2)
- THE BEST OF DETECTIVE CONAN 5〜名探偵コナン テーマ曲集5〜 (#2)